# Joan Kwuon
Joan Kwuon (* im 20. Jahrhundert in Los Angeles) ist eine US-amerikanische Geigerin und Musikpädagogin.

## Leben und Wirken
Kwuon erhielt ab dem fünften Lebensjahr Klavier- und ab dem sechsten Lebensjahr Violinunterricht. Sie besuchte die Crossroads School und studierte an der Indiana University bei Miriam Fried, an der Juilliard School bei Joel Smirnoff und am Cleveland Institute of Music bei Donald Weilerstein. Sie unterrichtete Violine an der Juilliard School und ab 2009 am Cleveland Institute, dessen Violindepartment sie leitet.
2000 gab sie auf Einladung von André Previn ihr Konzertdebüt beim Tanglewood Music Festival, 2001 hatte sie ihr erstes Recital am Lincoln Center. Bei nachfolgenden Konzertreisen trat sie mit Orchestern wie dem Royal Philharmonic Orchestra, dem London Symphony Orchestra, dem NHK-Sinfonieorchester, der Seattle Symphony, dem BBC National Orchestra of Wales und  den International Sejong Soloists unter der Leitung der Dirigenten Charles Dutoit, Heinz Wallberg, Joann Falletta, Arild Remmeriet, Thierry Fischer, Günther Herbig, Patrick Gallois, Heiichiro Ohyama, Enrique Batiz, Theodore Kuchar, Christopher Seaman, Gürer Aykal und anderer auf. Zu ihren Kammermusikpartnern zählen u. a. Cho-Liang Lin, Jaime Laredo, Sharon Robinson, das Juilliard String Quartet, Bright Sheng, Heidi Grant Murphy, Cecile Licad, Vladimir Feltsman und Tony Bennett.